# Trechus carolinae
Trechus carolinae är en skalbaggsart som beskrevs av Schaeffer. Trechus carolinae ingår i släktet Trechus och familjen jordlöpare. Inga underarter finns listade i Catalogue of Life.